# Prières pour la pluie
Prière pour la pluie  (titre original : Prayers for Rain) est un roman policier de Dennis Lehane paru en 1999. C'est l'avant-dernier titre de la série mettant en scène le couple de détectives Patrick Kenzie et Angela Gennaro. 
Traduit en français par Isabelle Maillet, il est publié chez Payot & Rivages, dans la collection Rivages/Thriller, en 2004.

## Résumé
À la suite des événements du roman précédent, Gone Baby Gone, Patrick Kenzie travaille toujours comme détective à Boston, mais sans sa partenaire Angela Gennaro partie travailler pour une grande compagnie de détectives. 
Lorsque Karen Nichol, victime de harcèlement, vient trouver Patrick, celui-ci pense régler l'affaire au plus vite, mais quelque temps après, il apprend le suicide de la jeune femme. Peu à peu, il reprend l'enquête et se trouve confronté à un adversaire redoutable. Il aura alors besoin de l'aide de ses amis et d'Angela pour affronter la situation.